# Joan Torras (escultor)
Joan Torras (s. XVII-XVIII) fou un escultor especialitzat en retaules actiu al bisbat de Girona. Se l'ha fet originari de la ciutat de Barcelona per bé que domiciliat durant bona part de la seva vida a Figueres, Selva de Mar i Girona. El 1690 es casà amb Francesca Barnoia germana de l'escultor gironí Marià Barnoia amb qui tingué un fill homònim que també es dedicà a l'escultura. Degut als episodis de crema de convents i desamortitzacions eclesiàstiques ben poques de les seves obres perviuen encara. Algunes de les obres documentades són :
- Retaule a la capella de Sant Mer a Sant Esteve de Guialbes (contracte de 1693).
- Retaule a la capella de Sant Joan a l'església de Sant Esteve de la Selva de Mar (consta treballant-hi el 1698)[3]
- Retaule de Sant Llorenç i dues imatges (Sant Llorenç i Sant Crist) a l'església parroquial de Castelló d'Empúries (encàrrec rebut el 1698)
- Retaule de la capella del Roser de l'Església de Sant Genís (Torroella de Montgrí) (cobrament d'una àpoca 1698)
- Retaule dels Sants Iu i Honorat de la Catedral de Girona (contractat el 1709).
- Retaule de l'altar major de l'Ermita de Santa Caterina (Torroella de Montgrí) (1701-1704, dauradura feta per Fèlix Pi el 1723)
- Retaule de la capella de Sant Tomàs d'Aquino del convent de Sant Domènec de Girona (1710)[4]
- Retaule de Santa Maria de Cadaqués, conjuntament amb el vigatà Pau Costa (1723-1729)[5]